# Vollzugslockerung
Unter Lockerungen des Vollzuges (kurz Vollzugslockerung oder Lockerung genannt) versteht man die Möglichkeit, dass Personen, die in einer Vollzugseinrichtung untergebracht sind, diese Einrichtung unter bestimmten Bedingungen für eine begrenzte Zeit verlassen dürfen.

## Deutschland

### Verschiedene Lockerungsmaßnahmen
Die rechtlichen Grundlagen für die Gewährung und Durchführung von Vollzugslockerungen sind in Landesrecht festgehalten. Überwiegend orientieren sich die einzelnen Gesetzestexte der Länder aber an § 11 StVollzG und unterscheiden bei den Vollzugslockerungen im engeren Sinn namentlich die Außenbeschäftigung, den Freigang, die Ausführung und den Ausgang. Diese Aufzählung ist zwar nicht abschließend, doch haben sich weitere selbständige Formen bisher nicht herausgebildet. Zu den Vollzugslockerungen im weiteren Sinne gehören der offene Vollzug nach § 10 Abs. 1 StVollzG und der Hafturlaub nach § 13 StVollzG.
„Urlaub“, allgemein als Hafturlaub bezeichnet, kann bis zu 21 Tagen im Jahr gewährt werden (§ 13). Zusätzlich kann der Gefangene innerhalb von neun Monaten vor der Entlassung zu deren Vorbereitung Sonderurlaub bis zu einer Woche erhalten. Darüber hinaus besteht die Möglichkeit, dem Gefangenen aus wichtigem Anlass (beispielsweise schwerwiegende Erkrankung oder Tod eines Angehörigen) Ausgang zu gewähren oder ihn bis zu sieben Tage zu beurlauben. Urlaub aus wichtigem Anlass wird nicht auf den regelmäßigen Urlaub angerechnet. Es gibt jedoch einige Mischformen wie die Kombination von Ausgang und Urlaub. Im Maßregelvollzug nach den §§ 63 und 64 StGB gibt es darüber hinaus häufig die Möglichkeit des sogenannten Probewohnens als eine Form der Langzeitbeurlaubung.
Der offene Vollzug ist eine der beiden Hauptformen des Vollzugs einer unbedingten Freiheitsstrafe und ist gekennzeichnet durch weniger Beaufsichtigung, mehr Autonomie und Freiheiten für die Inhaftierten und die Möglichkeit zur Selbstversorgung.

### Zwecke von Vollzugslockerungen
Da es nach § 2 Satz 1 StVollzG zu den Vollzugszielen gehört, den Täter zu resozialisieren, soll zur Vorbereitung der Entlassung der Vollzug gelockert werden (§ 15 Abs. 1 StVollzG).
Das durch Art. 2 Abs. 1 in Verbindung mit Art. 1 Abs. 1 GG grundrechtlich geschützte Resozialisierungsinteresse richtet sich nach ständiger Rechtsprechung des Bundesverfassungsgerichts nicht nur darauf, vor schädlichen Auswirkungen des Freiheitsentzuges im Rahmen des Möglichen bewahrt zu werden (§ 3 Abs. 2 StVollzG), sondern auch auf die Rahmenbedingungen, die einer Bewährung und Wiedereingliederung förderlich sind. Solchen Zielen dient ein gemäß § 11 Abs. 1 StVollzG mit Zustimmung des Gefangenen als Lockerung des Vollzugs angeordneter Ausgang oder eine Ausführung unter Aufsicht.
Weiterhin werden in der Vollzugspraxis im Kern drei Zwecke mit Vollzugslockerungen verfolgt:
- Therapie: Sowohl im Strafvollzug als auch im Maßregelvollzug sind Vollzugslockerungen in erster Linie als Behandlungsmaßnahmen anzusehen. Sie sollen dabei helfen, dass die untergebrachten Personen die Fortschritte, die sie in der geschlossenen Einrichtung gemacht haben, in einem Umfeld mit wachsenden Freiheiten erproben können. Gerade für kognitiv-behaviorale Ansätze der Straftätertherapie sind solche Erprobungsräume von zentraler Bedeutung.[11]
- Motivation: Die Möglichkeit von Vollzugslockerungen kann bei untergebrachten Personen die Motivation an einer psychotherapeutischen oder medikamentösen Intervention teilzunehmen, durch einen extrinsischen Anreiz fördern. Ferner können Vollzugslockerungen den Grad der Autonomie von untergebrachten Personen steigern und damit psychischen und physischen Schäden der Unterbringung entgegenwirken.[10]
- Erprobung: Das Verhalten bei Vollzugslockerungen ist eine wichtige Informationsgrundlage für die Einschätzung der zukünftigen Gefährlichkeit.[11]

### Voraussetzungen
Lockerungen dürfen mit Zustimmung des Gefangenen angeordnet werden, wenn nicht zu befürchten ist, dass der Gefangene sich dem Vollzug der Freiheitsstrafe entziehen oder die Lockerungen des Vollzuges zu Straftaten missbrauchen werde. Vollzugslockerungen erhalten nur dafür besonders geeignete Gefangene, bei denen ein Missbrauch nicht zu befürchten ist. Die Entscheidung darüber liegt bei der Anstaltsleitung. Ausschlaggebend sind das in der Haft gezeigte Verhalten, die Persönlichkeit des Gefangenen, die der Verurteilung zugrunde liegenden Delikte und gegebenenfalls die Aufarbeitung der zugrunde liegenden Defizite.
Als ungeeignet gelten insbesondere Gefangene, die
- sucht- und fluchtgefährdet sind oder
- in der Vergangenheit eine Lockerung des Vollzuges missbraucht haben oder
- bis zum voraussichtlichen Entlassungszeitpunkt noch mehr als achtzehn Monate Freiheitsstrafe zu verbüßen haben.

Ebenfalls ausgeschlossen sind Lockerungen für Gefangene, gegen die Untersuchungs-, Auslieferungs- oder Abschiebehaft angeordnet ist.
Je nach Bundesland können abweichende Kriterien und Maßstäbe für die Gewährung oder Ablehnung von Lockerungen ausschlaggebend sein.
Dem Gefangenen können für Lockerungen Weisungen erteilt werden: Beispielsweise für den Aufenthaltsort bzw. die Meidung bestimmter Lokale oder Bezirke, für zu erledigende Angelegenheiten, für den Kontakt mit bestimmten Personen, für die Verwendung von Gegenständen (beispielsweise Führen eines Kraftfahrzeugs) sowie für die Meidung von Suchtmitteln.
Kehrt der Gefangene von einer Lockerung nicht oder verspätet zurück, gilt dies nicht als Entweichen. Er kann aber dennoch zur Fahndung ausgeschrieben und nach seiner Rückkehr disziplinarisch bestraft werden (§ 102 StVollzG). Der Vollzug der Strafe ist in diesen Fällen unterbrochen, so dass sich das Strafende um den entsprechenden Zeitraum hinausschiebt.

## Österreich
Das Strafvollzugsgesetz (StVG) kennt den Strafvollzug in gelockerter Form (§ 126 StVG) als Durchbrechung des Abschließungsprinzips, wonach die Strafgefangenen die Anstalt zum Vollzug von Freiheitsstrafen bis zu ihrer Entlassung grundsätzlich nicht verlassen dürfen (§ 21 StVG). Dazu gehören insbesondere die Unterbrechung der Freiheitsstrafe (§ 99 StVG), Ausgänge (§§ 99a, 126, 147 StVG) und der Freigang (§§ 126 Abs 2 Z 2 und Abs 3, 144 Abs 2 StVG). Der elektronisch überwachte Hausarrest ist keine Vollzugslockerung, sondern eine eigene Vollzugsform (§§ 156b ff StVG).

## Schweiz
Der Straf- und Massnahmenvollzug erfolgt in der Schweiz in Form des sog. Progressionsvollzugs. Mittels der Gewährung von Vollzugsöffnungen wird der eingewiesenen Person die Gelegenheit gegeben, sich in immer größeren Freiräumen zu bewähren (§§ 90 4bis, 75a StGB). Vom Antritt der Strafe oder Maßnahme bis zur endgültigen Entlassung durchläuft die eingewiesene Person verschiedene Vollzugsstufen.